# Carex curaica
Carex curaica är en halvgräsart som beskrevs av Carl Sigismund Kunth. Carex curaica ingår i släktet starrar, och familjen halvgräs. Inga underarter finns listade i Catalogue of Life.